# Gare de Mazingarbe
Gare de Mazingarbe vasútállomás Franciaországban, Mazingarbe településen.

## Vasútvonalak
Az állomást az alábbi vasútvonalak érintik:
- Arras–Dunkirk-vasútvonal

## Kapcsolódó állomások
A vasútállomáshoz az alábbi állomások vannak a legközelebb:
- Gare de Bully - Grenay
- Gare de Nœux-les-Mines